# Edele rotting

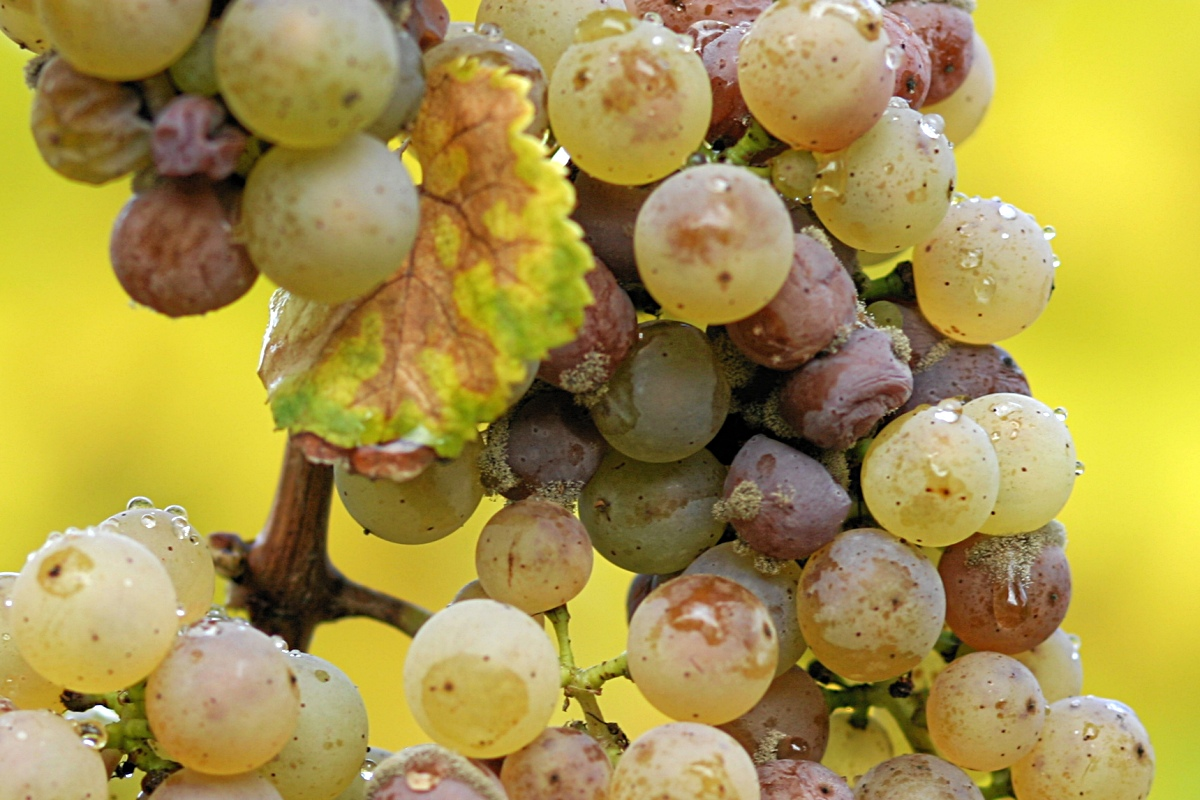
De eerste tekenen van edele rotting op Rieslingdruiven

Edele rotting (Frans: pourriture noble, Duits: Edelfäule) is een proces waarin een schimmel de schil van druiven aantast. Het gaat om de grijze schimmel Botrytis cinerea, die onder bepaalde klimatologische omstandigheden (ochtendmist en warmte) laat in het jaar toeslaat.
Bij edele rotting wordt de schil van de druif poreus. Hierdoor verdampt er vocht uit de druif, met een toename van het gehalte aan suikers, smaakstoffen en aroma's tot gevolg. Na zachtjes persen komt er stroperig en erg zoet sap uit de druif, de most. De gisting hiervan komt langzaam op gang, omdat de wijngist de concurrentie met de nog aanwezige schimmel moet aangaan. Ook het hoge suikergehalte werkt het gistingsproces tegen. Het uiteindelijke resultaat is een wijn met een hoog gehalte aan smaakstoffen en een behoorlijke zoetheid.
Het plukken van de aangetaste druiven is ook een specialiteit: de trossen worden bij edele rotting niet in hun geheel geplukt, maar de druiven worden een voor een uitgezocht. In Duitsland en Oostenrijk heten wijnen van deze met schimmel aangetaste druiven derhalve ook wel Trockenbeerenauslese (trocken betekent droog, een verwijzing naar de ingedroogde druif; Beeren is een Oudduits woord voor vruchten in het algemeen (Nieuwduits 'bessen'); Auslese betekent selectie (d.w.z. 'specifiek uitgezocht). In Oostenrijk kent men daarnaast ook nog Ausbruch.
De schimmel komt in Duitsland maar eens in de vier à tien jaar voor. Het Franse wijngebied Sauternes is juist erg bekend vanwege deze schimmel die er elk jaar in meer of mindere mate voorkomt. Wijn uit de Elzas van deze door edele rotting aangetaste druiven heet Sélection de grains nobles. Ook in Hongarije komt de edele rotting met zekere regelmaat voor. Hier wordt het verkregen vocht – de zogenaamde eszencia – uit de druiven gebruikt voor tokaji aszú.
Om diverse redenen is de opbrengst in de wijngaarden bij deze methode per hectare zeer gering. Ten eerste is het procedé arbeidsintensief omdat het verschillende plukronden vereist. Ten tweede lopen wijnboeren door onzekerheden ten aanzien van de specifieke soort schimmel en de klimatologische omstandigheden grote risico's om een "eventuele" oogst binnen te halen. De bewerkelijkheid van deze methode en het feit dat de vraag groter is dan het aanbod leidt doorgaans tot hoge prijzen voor deze wijnen.